# Hubert Brand
Sir Hubert George Brand (20 maggio 1870 – 14 dicembre 1955) è stato un ammiraglio inglese.

## Biografia
Era il figlio di Henry Brand, II visconte Hampden, e di sua moglie, Lady Susan Henrietta Cavendish, figlia di Lord George Cavendish. Suo padre era stato Governatore del New South Wales.

## Carriera navale
Entrò nella Royal Navy nel 1883. È stato nominato addetto navale a Tokyo nel 1912. Partecipò alla prima guerra mondiale come Assistente del Secondo Lord del Mare e poi come Capo di Stato Maggiore nel 1916. Dopo la guerra divenne comandante degli yacht reali dal 1919 e poi comandò il 1st Light Cruiser Squadron dal 1922, prima di diventare segretario della Marina nel 1925. Venne promosso al grado di ammiraglio nel 1928. È stato nominato comandante in capo dell'Atlantic Fleet nel 1927 e Comandante in capo della base di Plymouth nel 1929. Fu anche nominato aiutante di campo navale del re nel 1931. Andò in pensione nel 1932.

## Matrimonio
Sposò, il 28 gennaio 1914, Norah Greene (8 agosto 1889-5 marzo 1924), figlia di Sir Conyngham Greene, ambasciatore britannico in Giappone. Ebbero due figlie:
- Elizabeth Norah (29 agosto 1915-18 ottobre 2002), sposò il maggiore John Edward Seymour, ebbero due figli;
- Mary Kathleen (26 gennaio 1921-6 marzo 1921).

## Morte
Morì il 14 dicembre 1955, all'età di 85 anni.

## Ascendenza
|                                  |                   |                                         | Genitori                                |  |  | Nonni |  |  | Bisnonni                       |  |  | Trisnonni    |  |
|                                  |                   |                                         |                                         |  |  |       |  |  | Henry Trevor, XXI barone Dacre |  |  | Thomas Brand |  |
|                                  |                   |                                         |                                         |  |  |       |  |  | Henry Trevor, XXI barone Dacre |  |  | Thomas Brand |  |
|                                  |                   | Gertrude Roper, XIX baronessa Dacre     |                                         |  |  |       |  |  | Henry Trevor, XXI barone Dacre |  |  |              |  |
| Henry Brand, I visconte Hampden  |                   |                                         |                                         |  |  |       |  |  | Henry Trevor, XXI barone Dacre |  |  |              |  |
|                                  |                   | Pyne Crosbie                            | Maurice Crosbie                         |  |  |       |  |  |                                |  |  |              |  |
|                                  |                   | Pyne Crosbie                            | Maurice Crosbie                         |  |  |       |  |  |                                |  |  |              |  |
|                                  |                   | Pyne Crosbie                            | Pyne Cavendish                          |  |  |       |  |  |                                |  |  |              |  |
| Henry Brand, II visconte Hampden |                   | Pyne Crosbie                            |                                         |  |  |       |  |  |                                |  |  |              |  |
|                                  |                   | Robert Ellice                           | Alexander Ellice                        |  |  |       |  |  |                                |  |  |              |  |
|                                  |                   | Robert Ellice                           | Alexander Ellice                        |  |  |       |  |  |                                |  |  |              |  |
|                                  |                   | Robert Ellice                           | Ann Russell                             |  |  |       |  |  |                                |  |  |              |  |
| Eliza Ellice                     |                   | Robert Ellice                           |                                         |  |  |       |  |  |                                |  |  |              |  |
|                                  |                   | Eliza Courtney                          | Charles Grey, II conte Grey             |  |  |       |  |  |                                |  |  |              |  |
|                                  |                   | Eliza Courtney                          | Charles Grey, II conte Grey             |  |  |       |  |  |                                |  |  |              |  |
|                                  |                   | Eliza Courtney                          | Georgiana Spencer                       |  |  |       |  |  |                                |  |  |              |  |
| Hubert Brand                     |                   | Eliza Courtney                          |                                         |  |  |       |  |  |                                |  |  |              |  |
|                                  | William Cavendish | George Cavendish, I conte di Burlington |                                         |  |  |       |  |  |                                |  |  |              |  |
|                                  | William Cavendish | George Cavendish, I conte di Burlington |                                         |  |  |       |  |  |                                |  |  |              |  |
|                                  | William Cavendish | Elizabeth Compton                       |                                         |  |  |       |  |  |                                |  |  |              |  |
| George Cavendish                 | William Cavendish |                                         |                                         |  |  |       |  |  |                                |  |  |              |  |
|                                  |                   | Louisa O'Callaghan                      | Cornelius O'Callaghan, I barone Lismore |  |  |       |  |  |                                |  |  |              |  |
|                                  |                   | Louisa O'Callaghan                      | Cornelius O'Callaghan, I barone Lismore |  |  |       |  |  |                                |  |  |              |  |
|                                  |                   | Louisa O'Callaghan                      | Frances Ponsonby                        |  |  |       |  |  |                                |  |  |              |  |
| Susan Henrietta Cavendish        |                   | Louisa O'Callaghan                      |                                         |  |  |       |  |  |                                |  |  |              |  |
|                                  |                   | Henry Lascelles, II conte di Harewood   | Edward Lascelles, I conte di Harewood   |  |  |       |  |  |                                |  |  |              |  |
|                                  |                   | Henry Lascelles, II conte di Harewood   | Edward Lascelles, I conte di Harewood   |  |  |       |  |  |                                |  |  |              |  |
|                                  |                   | Henry Lascelles, II conte di Harewood   | Anne Chaloner                           |  |  |       |  |  |                                |  |  |              |  |
| Louisa Lascelles                 |                   | Henry Lascelles, II conte di Harewood   |                                         |  |  |       |  |  |                                |  |  |              |  |
|                                  |                   | Henrietta Sebright                      | John Sebright, VI baronetto             |  |  |       |  |  |                                |  |  |              |  |
|                                  |                   | Henrietta Sebright                      | John Sebright, VI baronetto             |  |  |       |  |  |                                |  |  |              |  |
|                                  |                   | Henrietta Sebright                      | Sarah Knight                            |  |  |       |  |  |                                |  |  |              |  |
|                                  |                   | Henrietta Sebright                      |                                         |  |  |       |  |  |                                |  |  |              |  |